# Nader Belhanbel
Nader Belhanbel (ur. 1 lipca 1994) – marokański lekkoatleta specjalizujący się w biegu na 800 metrów.
W 2011 zadebiutował na światowej imprezie rangi mistrzowskiej, docierając do półfinału światowego czempionatu juniorów młodszych w Lille Metropole. Brązowy medalista juniorskich mistrzostw Afryki oraz igrzysk frankofońskich z 2013. W 2015 stanął na najniższym stopniu podium czempionatu państw arabskich oraz zajął 7. miejsce podczas mistrzostw świata w Pekinie.
Złoty medalista mistrzostw Maroka.
Rekord życiowy: 1:44,64 (8 lipca 2015, Barcelona).

## Osiągnięcia
| Rok  | Impreza                               | Miejsce         | Lokata     | Wynik   |
| ---- | ------------------------------------- | --------------- | ---------- | ------- |
| 2011 | Mistrzostwa świata juniorów młodszych | Lille Metropole | półfinał   | 1:52,45 |
| 2013 | Mistrzostwa Afryki juniorów           | Bambous         | 3. miejsce | 1:48,49 |
| 2013 | Igrzyska frankofońskie                | Nicea           | 3. miejsce | 1:47,72 |
| 2013 | Igrzyska solidarności islamskiej      | Palembang       | 4. miejsce | 1:47,81 |
| 2014 | Mistrzostwa Afryki                    | Marrakesz       | eliminacje | 1:47,43 |
| 2015 | Mistrzostwa panarabskie               | Manama          | 3. miejsce | 1:47,68 |
| 2015 | Mistrzostwa świata                    | Pekin           | 7. miejsce | 1:47,09 |